# チグハグトリック
『チグハグトリック』は、川上三塁手による日本の漫画作品。『週刊ブリック』のタイトルでSNSで発表後、話題となったことから『ComicWalker』→『カドコミ』（KADOKAWA）内の「WebComicアパンダ」にて、2023年3月10日から2025年1月10日まで連載された。マジック部に所属する本好き男子・蟻月賢二とマジックが好きな女子・榎田樹里によるラブコメディが描かれる作品。

## 登場人物
蟻月賢二（ありつき けんじ）
本を読むのが大好きなコワモテ男子。
榎田樹理（えのきだ じゅり）
マジックが大好きな美少女。
柴草弘美（しばくさ ひろみ）
柊木静来（ひいらぎ しずく）

## 書誌情報
- 川上三塁手『チグハグトリック』KADOKAWA〈MFコミックス〉、全3巻
  1. 2023年12月22日発売[1][4]、ISBN 978-4-04-683120-0
  2. 2024年7月22日発売[6]、ISBN 978-4-04-683833-9
  3. 2025年2月14日発売[7]、ISBN 978-4-04-684378-4